# Seriphidomyia kovalevi
Seriphidomyia kovalevi är en tvåvingeart som beskrevs av Fedotova och Vasily S. Sidorenko 2005. Seriphidomyia kovalevi ingår i släktet Seriphidomyia och familjen gallmyggor. Inga underarter finns listade i Catalogue of Life.